# Agnodice
Apollo inventò l’oculistica

Asclepio inventò la clinica

Una ragazza di nome Agnodice fu la prima ostetrica…»
(Igino, Fabulae)
Agnodice (in greco antico: Ἀγνοδίκη?, Agnodíkē o Ἁγνοδίκη, Hagnodíkē; Atene, ... – ...; fl. IV secolo a.C.) è una figura leggendaria creduta, secondo il racconto di Igino, la prima donna medico dell'antica Grecia e di tutto l'Occidente.
Generalmente non si ritiene che Agnodice sia una figura storica, ma la sua storia è stata spesso utilizzata come precedente per le donne che praticano l'ostetricia o la medicina.

## L'aneddoto
Agnodice in greco antico Ἀγνοδίκη significa "casta e giusta".
Secondo quanto racconta Igino nelle sue Fabulae, Agnodice sarebbe nata da un'abbiente famiglia di Atene. In tale città era proibito alle donne e o agli schiavi studiare medicina, e pur di poter divenire allieva di Erofilo, ella decise allora di tagliarsi i capelli e travestirsi da uomo.
Si trasferì ad Alessandria d'Egitto, dove si concentrò, sotto la guida di Erofilo, in campi d'azione per la sua futura professione l'ostetricia e la ginecologia.
Secondo Igino, dopo aver terminato gli studi, Agnodice fece ritorno in patria, dove lavorò come medico sempre travestita da uomo., e divenne ben presto famosa nella sua regione. Man mano che la sua popolarità tra le pazienti di sesso femminile cresceva, i medici rivali la accusarono davanti all'areopago, di sedurre le donne di Atene. Fu processata e rivelò il suo sesso alla giuria sollevando la tunica (un gesto noto in greco antico come anasyrma). Accusata di esercitare illegalmente la medicina in quanto donna, fu difesa dalle donne di Atene che la elogiarono per le sue efficaci cure. È stata assolta e la legge contro le donne medico ad Atene è stata revocata. Così racconta Gaio Giulio Igino nelle Fabulae, dove afferma che quella era la prima volta che tale privilegio veniva esteso alle donne.
Secondo altre fonti, invece, pare che le ginecologhe esercitassero già nel V secolo a.C., mentre per altri storici Agnodice sarebbe il soprannome di "Fanostrata", che su una stele funeraria appare indicata come ostetrica (maia) e medico (iatros).

## Interpretazione e realtà storica
Gli studiosi moderni generalmente dubitano che Agnodice fosse una vera figura storica.  I problemi con l'accettazione di Agnodice come figura storica includono la datazione che appare scorretta e soprattutto la falsa affermazione di Igino secondo cui non c'erano medici donne ed "ostetriche" ad Atene prima di Agnodice.
In realtà il mestiere dell'ostetricia a quei tempi già esisteva e le donne lo praticavano normalmente. Le testimonianze in nostro possesso stabiliscono, del resto, che le donne già nel V secolo a.C. potessero diventare medici legalmente e a tutti gli effetti.
Storie simili a quella di Agnodice possono essere trovate in vari contesti diversi, comprese altre storie sull'esibizione del corpo femminile nella cultura greco-romana così come nell'antico Mediterraneo, nel folk occidentale o nell'etnografia mondiale.
L'interpretazione della storia varia a seconda che mettiamo in primo piano i collegamenti con l'antica pratica medica o con manufatti artistici visivi al di fuori del canone letterario.